# 淮秀帮
淮秀帮（Y Show Club），是2010年起源自中国浙江省杭州市的创意配音团队，因根据经典电视剧《新白娘子传奇》改编的恶搞配音作品而开始广为人知。2013年被媒体评价为“华人网络界第一支形成规模的创意配音团队”。截至2019年，淮秀帮在微博、抖音及其他各大网站上拥有1000多万粉丝。

## 名称
“淮秀帮”起初是一个在百度贴吧的吧名，该名字起源自电视剧《戏说乾隆》中的角色程淮秀，而吧友也以喜爱观看经典电视剧为共同点。淮秀帮的英文名为“Y Show Club”，即“语音创意秀”的意思，意即团队“希望通过声音把创意秀出来”。为谋求未来发展，淮秀帮还注册了商标。

## 发展历史
2010年，当时在杭州电子科技大学就读大三的樊含笑在空闲之余，喜欢观看《封神榜》《新白娘子传奇》《戏说乾隆》等经典老剧。她在看剧之时便有了利用电视剧的镜头，重新编排剧情和台词制作恶搞配音视频的想法。于是，樊含笑将改编自《新白娘子传奇》的剧本《新白娘子传奇第一季“淮秀帮”牌洗发水》递交给她的伙伴们。该视频在中国大陆的优酷等平台上线后获得较高的播放量，也被网友大量转发，更登上了多家视频网站的头条。在此之后，该团队又一连串推出20多个《新白娘子传奇系列》搞笑视频。除《新白娘子传奇》外，淮秀帮的早期主要模仿对象还包括《戏说乾隆》和《还珠格格》，题材也从纯恶搞转向了对社会热点的关注。
随着“淮秀帮”的兴起，该团队也获得了艺人、资深配音演员及电影制作方的关注。2011年底，电影《亲密敌人》宣传方找到“淮秀帮”后，请他们为《亲密敌人》制作宣传视频。其后，淮秀帮又先后接到了《画皮2》《中国合伙人》《逆战》《3D泰坦尼克号》《搜索》《痞子英雄》《云图》《北京爱情故事》《港囧》《动物世界》《一出好戏》等电影宣传方的合作邀请，其中由他们配音的《画皮2宣传片——网络热点版》、《搜索体群星总动员——我的工作故事》，成为“网络视频与电影宣传相结合的经典范例”，也获得了原版电影导演及演员姜文、陈凯歌、徐静蕾的认可。
2012年4月起，淮秀帮与9位来自中国内地、香港、台湾的资深配音演员进行合作。当年，淮秀帮还与著名配音机构“清泉配音”合作，联合推出恶搞配音片段《坑爹的谣言时代》。该视频也打破了56网搞笑类视频的观看纪录。此外，淮秀帮也与老一辈配音演员童自荣即兴合作，童自荣当场拿出了《佐罗》的剧本，之后由淮秀帮的一名成员与童自荣对戏。对戏结束后，童自荣对淮秀帮的配音实力表示赞赏，还亲自给他们题写“淮秀帮，为艺术而加油”。2013年，淮秀帮首度与李冰冰团队合作，推出公益短片《翻滚吧，地球》。
为了谋求团队的更大发展，从2012年年底开始，淮秀帮与优酷、土豆、爱奇艺等平台签订合作协议。翌年，淮秀帮获中国中央电视台《旗鼓相当》栏目组邀请，参加录制节目，成为首个与央视展开全方位合作的业余配音团队。随后又参与了湖南卫视《百变大咖秀》宣传片的配音工作。同年年底，淮秀帮创始人樊含笑辞去在事业单位的职位，于杭州市滨江区江南大道建立“杭州淮秀帮创意文化工作室”，将精力全部投入到团队中。目前，淮秀帮团队平均每月推出2-3个视频，同时实行“文化创意+商业”的发展模式。
2018年3月16日，原国家新闻出版广电总局下发特急文件《关于进一步规范网络视听节目传播秩序的通知》，规定禁止用户非法抓取、剪拼改编视听节目，并严格管理包括网民上传的类似重编节目。有媒体分析称，以淮秀帮等为代表的创意恶搞配音团队可能会受到此政策影响。对此，淮秀帮创始人樊含笑在微博回应称“跟微博通了电话……不搞四大名著和红色经典就可以了，大家可以继续工作了”，以此回应此政策对他们团队的影响不大。但该微博于当晚被删除。
2019年，淮秀帮参加《中国达人秀第六季》，现场演绎创意配音作品《新时代的烦恼》，融入了当今社会的辅导孩子作业、90后养生、脱发等网络热点，获得了四名梦想观察员（评委）的一致认可。而在10月6日播出的达人冲刺夜上，加入沈腾战队的淮秀帮再度演绎了《傲慢与偏见》，观察员沈腾评价称淮秀帮的配音“比他本人还像”。

## 组织
截至2015年，“淮秀帮”共有40多名成员，其中固定成员10多名。其成员来自中国大陆各地，职业涵盖司仪、老师、工人等，他们白天各自工作，晚上下班后通过网络相聚的形式为视频配音，部分成员工作至凌晨。

## 作品
虽然淮秀帮制作的视频被多数人称为“恶搞视频”，但创始人樊含笑认为，淮秀帮团队制作的视频对调侃对象并没有恶意，而是给众人带来欢乐和反思，因此她更接受“创意视频”这一名字。据介绍，淮秀帮团队制作的视频一般需时两周，步骤分选题、构思框架、选材、设计剧本（台词）、配音及合成视频、后期制作。樊含笑承担团队所有视频的文稿撰写，在选题方面会避免选用天灾、宗教、恶俗或色情有关的题材。每名成员的配音设备也不一样，包括租用录音棚、使用USB声卡和话筒或笔记本电脑自带的声卡，也有成员甚至直接用手机录音。
以下为淮秀帮团队制作的部分作品：
- 《新白娘子传奇配音——淮秀帮洗发水风波》
- 《还珠格格——小燕子紫薇考公记》
- 《情深深雨蒙蒙——你买到车票了吗？》
- 《大闹春晚》
- 《坑爹的谣言时代》
- 《Hello甄嬛》（根据美国版《后宫甄嬛传》制作的恶搞视频）
- 《大头娘娘和小头皇帝》（以电视剧《武媚娘传奇》为题材，吐槽该剧片头被剪的恶搞视频）
- 《2014年网络热词大盘点》
- 《翻滚吧，地球》
- 《小伙伴你何弃苗》
- 《大话垃圾分类》
- 《画皮2宣传片——网络热点版》
- 《搜索体群星总动员——我的工作故事》
- 《致我们终将逝去的童年》
- 《了不起的女汉子》
- 《高温联播》
- 《新时代的烦恼》
- 《傲慢与偏见》